# Patrick Scott
Patrick Scott (14 de enero de 1921; Kilbritain, Condado de Cork, Irlanda, Reino Unido - 14 de febrero de 2014; Ballsbridge, Dublín, Irlanda) fue un artista irlandés.
Patrick Scott nació en Kilbrittain, condado de Cork, en 1921, y tuvo su primera exposición en 1944, pero se formó como arquitecto y no se convirtió en artista a tiempo completo hasta 1960. Trabajó durante quince años para el arquitecto irlandés Michael Scott, ayudando, por ejemplo, en el diseño de Busáras, la estación central de autobuses de Dublín. También fue responsable de la librea de color naranja de los trenes interurbanos irlandeses.
Scott fue más conocido por sus pinturas de oro, abstracciones incorporando formas geométricas en pan de oro sobre un fondo tempura pálido. También produjo tapices y alfombras.
Sus pinturas se encuentran en numerosas colecciones importantes como el Museo de Arte Moderno de Nueva York. Ganó el Premio Guggenheim en 1960, representó a Irlanda en la XXX Bienal de Venecia, el Douglas Hyde Gallery organizó una gran retrospectiva de su obra en 1981 y la Hugh Lane Gallery de Dublín llevó a cabo una importante encuesta en 2002. Sus obras se distinguen por su pureza y la sensación de calma, lo que refleja su propio interés en el budismo zen.
En octubre de 2013, se casó con su compañera de 30 años, Eric Pearce, en una ceremonia civil en la Oficina de Registro de Dublín.
El 11 de julio de 2007, Scott, que fue miembro fundador de Aosdána, le fue conferido el título de Saoi, el más alto honor que puede ser otorgado a un artista irlandés. La presidenta de Irlanda, Mary McAleese, hizo la presentación, colocando un torque de oro, el símbolo de la oficina de Saoi, alrededor de su cuello. No más de siete miembros vivos podrán celebrar este honor en un momento dado.
Scott murió el 14 de febrero de 2014 a la edad de 93 años.

## Trabajo en colecciones
- Dublin City University:
  - Sea Foam
- Hugh Lane Municipal Gallery of Modern Art, Dublín
- Gulf Oil Corporation, Pittsburg
- Ulster Museum, Belfast
- The Museum of Modern Art, Nueva York
- Irish Museum of Modern Art, Dublín
- Trinity College, Dublín
- National University of Ireland, Galway